# Italiaans voetbalelftal in 2012
Het Italiaans voetbalelftal speelde veertien interlands in het jaar 2012, waaronder zes duels bij het EK voetbal 2012 in Polen en Oekraïne. Daar drong de ploeg door tot de finale, waarin met 4-0 werd verloren van titelverdediger Spanje. De selectie stond onder leiding van bondscoach Cesare Prandelli, de opvolger van de medio 2010 opgestapte Marcello Lippi. Op de in 1993 geïntroduceerde FIFA-wereldranglijst steeg Italië in 2012 van de negende (januari 2012) naar de vierde plaats (december 2012).

## Balans
| Wedstrijden | Wedstrijden | Wedstrijden | Wedstrijden | Doelpunten | Doelpunten | Doelpunten | Punten |
| Gespeeld    | Winst       | Gelijk      | Verlies     | Voor       | Tegen      | Saldo      | Punten |
| ----------- | ----------- | ----------- | ----------- | ---------- | ---------- | ---------- | ------ |
| 14          | 5           | 4           | 5           | 18         | 19         | –1         | 1.000  |

## Interlands
|                                                                  |        |                   |                  |                                                                                                |
| 29 februari Vriendschappelijk № 724 «onderlinge duels» 20:45 uur | Italië | 0 – 1             | Verenigde Staten | Stadio Comunale Luigi Ferraris, Genua Toeschouwers: 15.000 Scheidsrechter: Fırat Aydınus (TUR) |
| 29 februari Vriendschappelijk № 724 «onderlinge duels» 20:45 uur |        | 55' Clint Dempsey |                  | Stadio Comunale Luigi Ferraris, Genua Toeschouwers: 15.000 Scheidsrechter: Fırat Aydınus (TUR) |

|                                                             |        |                                                               |         |                                                                             |
| 1 juni Vriendschappelijk № 725 «onderlinge duels» 20:45 uur | Italië | 0 – 3                                                         | Rusland | Letzigrund, Zürich Toeschouwers: 20.000 Scheidsrechter: Nikolaj Hänni (SUI) |
| 1 juni Vriendschappelijk № 725 «onderlinge duels» 20:45 uur |        | 60' Aleksandr Kerzjakov 75' Roman Sjirokov 89' Roman Sjirokov |         | Letzigrund, Zürich Toeschouwers: 20.000 Scheidsrechter: Nikolaj Hänni (SUI) |

| EK voetbal 2012 |
| --------------- |

|                                                                 |                   |       |                       |                                                                            |
| 14 juni EK-eindronde Groep C № 726 «onderlinge duels» 18:00 uur | Spanje            | 1 – 1 | Italië                | PGE Arena, Gdańsk Toeschouwers: 38.869 Scheidsrechter: Viktor Kassai (HUN) |
| 14 juni EK-eindronde Groep C № 726 «onderlinge duels» 18:00 uur | Cesc Fàbregas 64' |       | 60' Antonio Di Natale | PGE Arena, Gdańsk Toeschouwers: 38.869 Scheidsrechter: Viktor Kassai (HUN) |

|                                                                 |                     |       |                  |                                                                                |
| 14 juni EK-eindronde Groep C № 727 «onderlinge duels» 18:00 uur | Kroatië             | 1 – 1 | Italië           | Stadion Miejski, Poznań Toeschouwers: 37.096 Scheidsrechter: Howard Webb (ENG) |
| 14 juni EK-eindronde Groep C № 727 «onderlinge duels» 18:00 uur | Mario Mandžukić 72' |       | 39' Andrea Pirlo | Stadion Miejski, Poznań Toeschouwers: 37.096 Scheidsrechter: Howard Webb (ENG) |

|                                                                 |                                         |       |         |                                                                                 |
| 18 juni EK-eindronde Groep C № 728 «onderlinge duels» 20:45 uur | Italië                                  | 2 – 0 | Ierland | Stadion Miejski, Poznań Toeschouwers: 38.794 Scheidsrechter: Cüneyt Çakır (TUR) |
| 18 juni EK-eindronde Groep C № 728 «onderlinge duels» 20:45 uur | Antonio Cassano 35' Mario Balotelli 90' |       |         | Stadion Miejski, Poznań Toeschouwers: 38.794 Scheidsrechter: Cüneyt Çakır (TUR) |

|                                                                     |                                                      |       |                                                                                      |                                                                                |
| 24 juni EK-eindronde Kwartfinale № 729 «onderlinge duels» 21:45 uur | Engeland                                             | 0 – 0 | Italië                                                                               | NSK Olimpiejsky, Kiev Toeschouwers: 64.340 Scheidsrechter: Pedro Proença (POR) |
| 24 juni EK-eindronde Kwartfinale № 729 «onderlinge duels» 21:45 uur |                                                      |       |                                                                                      | NSK Olimpiejsky, Kiev Toeschouwers: 64.340 Scheidsrechter: Pedro Proença (POR) |
| 24 juni EK-eindronde Kwartfinale № 729 «onderlinge duels» 21:45 uur | Strafschoppen                                        |       |                                                                                      | NSK Olimpiejsky, Kiev Toeschouwers: 64.340 Scheidsrechter: Pedro Proença (POR) |
| 24 juni EK-eindronde Kwartfinale № 729 «onderlinge duels» 21:45 uur | Steven Gerrard Wayne Rooney Ashley Young Ashley Cole | 2 – 4 | Mario Balotelli Riccardo Montolivo Andrea Pirlo Antonio Nocerino Alessandro Diamanti | NSK Olimpiejsky, Kiev Toeschouwers: 64.340 Scheidsrechter: Pedro Proença (POR) |

|                                                                      |                         |       |                                         |                                                                                       |
| 28 juni EK-eindronde Halve finale № 730 «onderlinge duels» 20:45 uur | Duitsland               | 1 – 2 | Italië                                  | Stadion Narodowy, Warschau Toeschouwers: 38.794 Scheidsrechter: Stéphane Lannoy (FRA) |
| 28 juni EK-eindronde Halve finale № 730 «onderlinge duels» 20:45 uur | Mesut Özil 90+2' (pen.) |       | 20' Mario Balotelli 36' Mario Balotelli | Stadion Narodowy, Warschau Toeschouwers: 38.794 Scheidsrechter: Stéphane Lannoy (FRA) |

|                                                               |        |                                                                  |        |                                                                                |
| 1 juli EK-eindronde Finale № 731 «onderlinge duels» 20:45 uur | Italië | 0 – 4                                                            | Spanje | NSK Olimpiejsky, Kiev Toeschouwers: 63.170 Scheidsrechter: Pedro Proença (POR) |
| 1 juli EK-eindronde Finale № 731 «onderlinge duels» 20:45 uur |        | 14' David Silva 41' Jordi Alba 84' Fernando Torres 88' Juan Mata |        | NSK Olimpiejsky, Kiev Toeschouwers: 63.170 Scheidsrechter: Pedro Proença (POR) |

|  |  |  |  |  |  |  |  |  |

|                                                                  |                                     |       |                      |                                                                               |
| 15 augustus Vriendschappelijk № 732 «onderlinge duels» 20:00 uur | Engeland                            | 2 – 1 | Italië               | Stade de Suisse, Bern Toeschouwers: 15.000 Scheidsrechter: Sascha Kever (SUI) |
| 15 augustus Vriendschappelijk № 732 «onderlinge duels» 20:00 uur | Phil Jagielka 27' Jermain Defoe 80' |       | 15' Daniele De Rossi | Stade de Suisse, Bern Toeschouwers: 15.000 Scheidsrechter: Sascha Kever (SUI) |

|                                                                        |                                          |       |                                     |                                                                                        |
| 7 september WK-kwalificatie Groep B № 733 «onderlinge duels» 20:45 uur | Bulgarije                                | 2 – 2 | Italië                              | Vasil Levski Stadion, Sofia Toeschouwers: 12.993 Scheidsrechter: Martin Atkinson (ENG) |
| 7 september WK-kwalificatie Groep B № 733 «onderlinge duels» 20:45 uur | Stanislav Manolev 30' Georgi Milanov 66' |       | 36' Pablo Osvaldo 40' Pablo Osvaldo | Vasil Levski Stadion, Sofia Toeschouwers: 12.993 Scheidsrechter: Martin Atkinson (ENG) |

|                                                                         |                                        |       |       |                                                                                          |
| 11 september WK-kwalificatie Groep B № 734 «onderlinge duels» 20:45 uur | Italië                                 | 2 – 0 | Malta | Stadia Alberto Braglia, Modena Toeschouwers: 18.0000 Scheidsrechter: Antti Munukka (FIN) |
| 11 september WK-kwalificatie Groep B № 734 «onderlinge duels» 20:45 uur | Mattia Destro 5' Federico Peluso 90+2' |       |       | Stadia Alberto Braglia, Modena Toeschouwers: 18.0000 Scheidsrechter: Antti Munukka (FIN) |

|                                                                       |                        |       |                                                                |                                                                                      |
| 12 oktober WK-kwalificatie Groep B № 735 «onderlinge duels» 20:00 uur | Armenië                | 1 – 3 | Italië                                                         | Hrazdan Stadion, Jerevan Toeschouwers: 32.000 Scheidsrechter: Marijo Strahonja (CRO) |
| 12 oktober WK-kwalificatie Groep B № 735 «onderlinge duels» 20:00 uur | Henrich Mchitarjan 27' |       | 11' (pen.) Andrea Pirlo 64' Daniele De Rossi 81' Pablo Osvaldo | Hrazdan Stadion, Jerevan Toeschouwers: 32.000 Scheidsrechter: Marijo Strahonja (CRO) |

|                                                                       |                                                                 |       |                     |                                                                                         |
| 16 oktober WK-kwalificatie Groep B № 736 «onderlinge duels» 20:30 uur | Italië                                                          | 3 – 1 | Denemarken          | Stadio Giuseppe Meazza, Milaan Toeschouwers: 37.000 Scheidsrechter: Damir Skomina (SLO) |
| 16 oktober WK-kwalificatie Groep B № 736 «onderlinge duels» 20:30 uur | Riccardo Montolivo 33' Daniele De Rossi 37' Mario Balotelli 54' |       | 45+1' William Kvist | Stadio Giuseppe Meazza, Milaan Toeschouwers: 37.000 Scheidsrechter: Damir Skomina (SLO) |

|                                                        |                         |       |                                          |                                                                                        |
| 14 november Vriendschappelijk № 737 «onderlinge duels» | Italië                  | 1 – 2 | Frankrijk                                | Stadio Ennio Tardini, Parma Toeschouwers: 19.665 Scheidsrechter: Alberto Undiano (ESP) |
| 14 november Vriendschappelijk № 737 «onderlinge duels» | Stephan El Shaarawy 35' |       | 37' Mathieu Valbuena 67' Bafétimbi Gomis | Stadio Ennio Tardini, Parma Toeschouwers: 19.665 Scheidsrechter: Alberto Undiano (ESP) |

## FIFA-wereldranglijst
| JAN | FEB | MAR | APR | MEI | JUN | JUL | AUG | SEP | OKT | NOV | DEC |
| --- | --- | --- | --- | --- | --- | --- | --- | --- | --- | --- | --- |
| 9   | 8   | 9   | 12  | 12  | 12  | 6   | 6   | 6   | 8   | 5   | 4   |

## Statistieken
| Gianluigi Buffon     | 1978-01-28 | Juventus              | 11 | 0 | 0 | 123 | 0 |
| Salvatore Sirigu     | 1987-01-12 | Paris Saint-Germain   | 2  | 0 | 0 | 4   | 0 |
| Morgan De Sanctis    | 1977-03-26 | SSC Napoli            | 1  | 1 | 0 |     |   |
| Verdediging          |            |                       |    |   |   |     |   |
| Andrea Barzagli      | 1981-05-08 | Juventus              | 11 | 0 | 0 |     |   |
| Leonardo Bonucci     | 1987-05-01 | Juventus              | 9  | 2 | 0 | 24  | 2 |
| Federico Balzaretti  | 1981-12-06 | AS Roma               | 7  | 1 | 0 |     |   |
| Giorgio Chiellini    | 1984-08-14 | Juventus              | 7  | 1 | 0 |     |   |
| Christian Maggio     | 1982-02-11 | SSC Napoli            | 7  | 1 | 0 |     |   |
| Ignazio Abate        | 1986-11-12 | AC Milan              | 5  | 1 | 0 |     |   |
| Angelo Ogbonna       | 1988-05-23 | Torino                | 3  | 1 | 0 |     |   |
| Domenico Criscito    | 1986-12-30 | Zenit Sint-Petersburg | 2  | 0 | 0 |     |   |
| Federico Peluso      | 1984-01-20 | Juventus              | 1  | 2 | 1 | 3   | 1 |
| Davide Astori        | 1987-01-07 | Cagliari              | 1  | 0 | 0 |     |   |
| Mattia Cassani       | 1983-08-26 | Genoa CFC             | 1  | 0 | 0 |     |   |
| Middenveld           |            |                       |    |   |   |     |   |
| Claudio Marchisio    | 1986-01-19 | Juventus              | 13 | 0 | 0 |     |   |
| Andrea Pirlo         | 1979-05-19 | Juventus              | 12 | 1 | 2 |     |   |
| Daniele De Rossi     | 1983-07-24 | AS Roma               | 11 | 1 | 3 |     |   |
| Riccardo Montolivo   | 1985-01-18 | AC Milan              | 7  | 2 | 1 |     |   |
| Thiago Motta         | 1982-08-28 | Paris Saint-Germain   | 4  | 3 | 0 |     |   |
| Antonio Nocerino     | 1985-04-09 | AC Milan              | 3  | 3 | 0 |     |   |
| Antonio Candreva     | 1987-02-28 | Lazio Roma            | 1  | 2 | 0 |     |   |
| Marco Verratti       | 1992-11-05 | Paris Saint-Germain   | 1  | 1 | 0 | 2   | 0 |
| Alberto Aquilani     | 1984-07-07 | AC Fiorentina         | 1  | 0 | 0 |     |   |
| Alessandro Florenzi  | 1991-03-11 | AS Roma               | 0  | 1 | 0 | 1   | 0 |
| Ezequiel Schelotto   | 1989-05-23 | Internazionale        | 0  | 1 | 0 | 1   | 0 |
| Andrea Poli          | 1989-09-29 | Sampdoria             | 0  | 1 | 0 | 1   | 0 |
| Aanval               |            |                       |    |   |   |     |   |
| Mario Balotelli      | 1990-08-12 | AC Milan              | 8  | 1 | 4 |     |   |
| Antonio Cassano      | 1982-07-12 | Internazionale        | 7  | 0 | 1 |     |   |
| Pablo Osvaldo        | 1986-01-12 | AS Roma               | 4  | 0 | 3 |     |   |
| Sebastian Giovinco   | 1987-01-26 | Juventus              | 3  | 5 | 0 |     |   |
| Emanuele Giaccherini | 1985-08-05 | Juventus              | 3  | 3 | 0 | 6   | 0 |
| Alessandro Diamanti  | 1983-05-02 | Bologna FC            | 2  | 5 | 0 |     |   |
| Mattia Destro        | 1991-03-20 | AS Roma               | 2  | 2 | 1 | 4   | 1 |
| Stephan El Shaarawy  | 1992-10-27 | AC Milan              | 2  | 1 | 1 | 3   | 1 |
| Antonio Di Natale    | 1977-10-13 | Udinese               | 1  | 5 | 1 |     |   |
| Alessandro Matri     | 1984-08-19 | Juventus              | 1  | 0 | 0 |     |   |
| Giampaolo Pazzini    | 1984-08-02 | AC Milan              | 0  | 2 | 0 |     |   |
| Fabio Borini         | 1991-03-29 | Liverpool             | 0  | 1 | 0 | 1   | 0 |
| Diego Fabbrini       | 1990-07-31 | Udinese               | 0  | 1 | 0 | 1   | 0 |
| Manolo Gabbiadini    | 1991-11-26 | Bologna FC            | 0  | 1 | 0 | 1   | 0 |
| Lorenzo Insigne      | 1991-06-04 | SSC Napoli            | 0  | 1 | 0 | 1   | 0 |